# Centravo
Die Centravo Holding AG mit Sitz in Lyss ist ein Schweizer Fleischverwertungsunternehmen. Als Dienstleister der Schweizer Fleischwirtschaft befindet sich das Unternehmen ungefähr den Marktanteilen in der Branche entsprechend im Besitz der Fleischwirtschaft. Centravo beschäftigt etwa 500 Mitarbeiter und erwirtschaftete 2022 einen Umsatz von rund 310 Millionen Schweizer Franken.

## Tätigkeitsgebiet
Das Geschäftsfeld der Centravo-Gruppe umfasst die Wertschöpfungskette der Verwertung und Verarbeitung von tierischen Nebenprodukten, die bei der Schlachtung von Nutztieren anfallenden. Dazu gehören insbesondere die Produktion und Vermarktung von Nahrungsergänzungsmitteln und Pharmagrundstoffen, die Bereitstellung von Nebenprodukten zur Herstellung von Heimtiernahrung sowie die Verarbeitung von Häuten und Fellen. Anderweitig nicht verwertbare Schlachtnebenprodukte und Reststoffe werden energetisch genutzt; Randprodukten werden zur Verwendung für die Nutztierfütterung aufbereitet.
Etwa zwei Drittel eines Nutztieres findet Verwendungsmöglichkeiten in der Lebensmittel- und Pharmaindustrie sowie in der Oele bzw. Petrochemie oder auch als Biomasse zur Energieerzeugung oder Rohwaren für die Herstellung von Pet-Food (Hundefutter, Katzenfutter etc.), Futtermittel oder Lederwaren.

## Geschichte
Die Centravo (Centrale Verkaufs-Organisation) ging 1990 aus dem Zusammenschluss der drei Selbsthilfeorganisationen HFZ, Häute- und Fettwerk AG in Zürich, Häuteverwertung Basel, Fettwerk Basel, HAFEBA und Genossenschaft Zentralschweizer Metzgermeister (GZM) hervor. Deren Wurzeln reichen bis 1889 als in Zürich, Basel und Bern Selbsthilfeorganisationen der Metzgerschaften zur Vermarktung von Schlachtnebenprodukten, hauptsächlich von Häuten und Fetten, später auch zur Verarbeitung von Knochen und Schlachtabfällen, gegründet wurden. Seit Anfang 2010 ist die Centravo-Gruppe als Holding strukturiert und firmiert als Centravo Holding AG.
Für den Export von lebensmittelfähigen Schlachtnebenprodukten wurde ab 2015 ein Werk in Oensingen gebaut, welches von der Tochtergesellschaft Swiss Nutrivalor AG betrieben wird. 2019 hat Swiss Nutrivalor die Bewilligung für den Export von Produkten aus Schweinefleisch nach China erhalten. So sollen etwa 6000 Tonnen Schweinefüsse pro Jahr geliefert werden. Zu den weiteren Tochterunternehmen gehören in Lyss die Nutriswiss AG, die Swiss NutriFine AG, die GZM Extraktionswerk AG, Swiss Ecovalor AG sowie die Grüninger AG aus Mitlödi mit Sitz in Glarus Süd. 2023 schloss das Werk in Othmarsingen und die Verarbeitung von Nebenprodukten für Heimtierfutter und Pharma wurden in das Industriegebiet in Lyss verlegt. Ende 2024 schloss die Grüninger AG die Produktionsstätte in Mitlödi, in welcher sie bis zur Schließung Margarine produziert hatte.
Im Januar 2024 verliess Rainer Betken die Centravo-Gruppe. Er war seit 2006 CEO der Gruppe gewesen. Die Gruppe wurde danach interimistisch vom Verwaltungsratspräsidenten der Gruppe geleitet, bis Christoph Speck zum 1. Juni 2024 die Nachfolge antrat.
Das Unternehmen ist Mitglied bei der Branchenorganisation Proviande.

## Aktionäre
- Migros-Genossenschafts-Bund, 29,3 % (Stand: 2024)[19]
- Coop, 19,7 % (Stand: 2020)[20]
- Ernst Sutter AG, 19 % (Stand 2013)[21]